# Sonora, Texas
Sonora là một thành phố thuộc quận Sutton, tiểu bang Texas, Hoa Kỳ. Năm 2010, dân số của xã này là 3027 người.

## Dân số
- Dân số năm 2000: 2924 người.
- Dân số năm 2010: 3027 người.